# Tre fratelli (film 1981)
Tre fratelli è un film del 1981 diretto da Francesco Rosi.
Sceneggiato da Rosi e Tonino Guerra, è stato liberamente tratto dal racconto Il terzo figlio di Platonov. Ha ricevuto 5 David di Donatello e la nomination all'Oscar ed è stato presentato fuori concorso al 34º Festival di Cannes.

## Trama
È la storia di tre fratelli originari del sud, divisi dalla differente età e da percorsi di vita molto diversi, che si ritrovano dopo molti anni al paese natio in occasione della morte della madre. Ognuno fa i conti con il proprio passato e si confronta-scontra con i fratelli e il padre, facendo un bilancio della propria vita. Sullo sfondo il malessere della cupa Italia dell'inizio degli anni ottanta, tra lotte operaie contro la restaurazione, disagio sociale e ultimi colpi di coda del terrorismo, che Rosi analizza attraverso lo scontro generazionale-familiare.

## Luoghi del film
Il film è girato ed ambientato ad Altamura, Cassano delle Murge, Gravina in Puglia e in altre località della Murgia.
Alcune riprese sono state girate a Matera e sulla spiaggia di Nova Siri.
A Napoli invece è stata girata la scena del carcere minorile al Real Albergo dei Poveri, altre sceni minori sono state girate a Roma.

## Curiosità
- Nel film Baarìa di Giuseppe Tornatore, nella scena in cui Peppino Torrenuova accompagna suo figlio in stazione, si intravedono sullo sfondo le locandine del film Tre fratelli.
- Dopo aver recitato insieme in questo film, Michele Placido e Vittorio Mezzogiorno reciteranno anche nella serie televisiva La piovra.

## Riconoscimenti
- 1982 - Premio Oscar
  - Nomination Miglior film straniero (Italia)
- 1981 - David di Donatello
  - Miglior regia a Francesco Rosi
  - Migliore sceneggiatura a Francesco Rosi e Tonino Guerra
  - Migliore attrice non protagonista a Maddalena Crippa
  - Miglior attore non protagonista a Charles Vanel
  - Migliore fotografia a Pasqualino De Santis
  - Nomination Miglior film a Francesco Rosi
  - Nomination Miglior colonna sonora a Piero Piccioni
  - Nomination Migliore scenografia a Andrea Crisanti
  - Nomination Migliori costumi a Gabriella Pescucci
- 1981 - Nastro d'argento
  - Regista del miglior film a Francesco Rosi
  - Migliore attore protagonista a Vittorio Mezzogiorno
  - Migliore fotografia a Pasqualino De Santis
  - Nomination Migliore attrice non protagonista a Maddalena Crippa
- 1982 - Globo d'oro
  - Miglior film a Francesco Rosi